# Ctenotus stuarti
Ctenotus stuarti là một loài thằn lằn trong họ Scincidae. Loài này được Horner miêu tả khoa học đầu tiên năm 1995.